# NGC 2387
NGC 2387 (другие обозначения — ZWG 177.23, PGC 21105) — скорее всего, двойная звезда в созвездии Возничий.
Этот объект входит в число перечисленных в оригинальной редакции «Нового общего каталога». 
В течение десятилетий объект считался галактикой, однако, объект, принимаемый за NGC 2387, расположен более чем в 8' от указанных Уильямом Гершелем координат, и его описание не подходит под эту слабую галактику. Уменьшение координат Гершеля по его смещению помещает их в пределах 1,5' от значительно более яркой двойной звезды, которая вполне может быть объектом, который видел Гершель в ночь открытия NGC 2387.